# فيليب فكري
فيليب فكري (7 يونيو 1974 -) هو كاتب ساخر وفنان جرافيكاتير ورسام بورتريه وناقد فني مصري.

## حياته
من مواليد القاهرة 7 يونيو 1974، حاصل على بكالوريوس الإعلام – جامعة القاهرة، - حاصل على دبلوم النقد الفني – أكاديمية الفنون
- باحث ماجيستير النقد الأدبي – أكاديمية الفنون
ـ مدرب دولي معتمد من جامعة ويلز البريطانية في علوم التنمية البشرية - حاصل على المركز الأول في الرسم عام 1988 على مستوى الجمهورية، ومثل اسم مصر في النمسا في المسابقة الدولية، تتلمذ على يد الفنان مصطفى حسين وهو في الثامنة من عمرة، وتم نشر أعماله في باب أسبوعي - في جريدة الأخبار من عمر ثماني سنوات.

## مسيرته
له العديد من المقالات الساخرة، وأجرى العشرات من الحوارات الصحفية مع العديد من المشاهير منهم: يحيى الفخراني – محمد صبحي – خالد يوسف – ممدوح الليثي – خالد صالح – مصطفى حسين.
- له عدة برامج على قناته التي تحمل اسمه على موقع يوتيوب وموقع فيس بوك، منها على برنامج (مُحتل عقليًا)، حيث كان له أصداء واسعة وتم تداوله في العديد من المواقع والصحف، وبرنامج (م الآخر كدة)، وبرنامج (فن تازيا)، وبرنامج (أفلام مسمومة) وبرنامج (لقطة).
- تم استضافته في العشرات من اللقاءات في البرامج التليفزيونية للحوار حول أعماله أو كُتبه أو مناقشة مقالاته أو النقاش حول موضوعات مختلفة من المجتمع المصري.
صدر له كتابه الأول " أنا م البلد دي – يوميات قبطي ساخر" كتبت له التصدير الشاعرة والكاتبة فاطمة ناعوت، ورسم لوحة الغلاف فنان الكاريكاتير الراحل مصطفى حسين، وهو آخر أغلفة الفنان الكبير، وقد كتب عنه عشرات المقالات وعشرات اللقاءات التليفزيونية وحصل على جائزة لكونه من أكثر عشر كتب مبيعا في مصر عام 2011 م - وكتاب «حدث في تلك الثورة».
ابتكر فن الــ جرافيكاتير وهو عبارة عن " فن صحفي مبتكر يتم فيه توظيف برامج الجرافيك " الكمبيوتر" في التعامل مع الوجوه أو الأشخاص أو الأشكال لإعطاء نتيجة كاريكاتورية ذات طابع خاص ومتميز بما يواكب التطور ويساهم في توصيل الرسالة الصحفية مع تحقيق درجة عالية من الانسجام البصري في الصورة، خاصة مع تعود المتلقي على الإبهار في وسائل الإعلام المتعددة.
وعمل ككاتب صحفي وفنان جرافيكاتير لمقال دوري في عدة صحف مصرية وعربية وعالمية من عام 2006 الى الآن، أبرزها: الأهرام - الأخبار - كاريكاتير - وطني - الكواكب - كل الناس - اليوم السابع - الوطن - مجلة نصف الدنيا - مجلة روز الإماراتية - كاني وماني الأمريكية، وغيرها.

## إصداراته
- (انا م البلد دي – يوميات قبطي ساخر) 2011 – دار ميريت للنشر.
- (السلابكس ملهلط – حكايات ومشاهد ساخرة عن الأحوال المصرية الفاخرة) 2016 – دار بردية للنشر.
- (محتل عقليًا) 2024 – دار الأدهم للطباعة والنشر.
- كتب تحت الطبع (البابا شنودة الساخر - جرافيكاتير - العبارة في السيجارة).

## وصلات خارجية
- جرافيكاتير نسخة محفوظة 26 أبريل 2017 على موقع واي باك مشين.